# Saint-Aubin-la-Plaine
Saint-Aubin-la-Plaine è un comune francese di 468 abitanti situato nel dipartimento della Vandea nella regione dei Paesi della Loira.

## Società

### Evoluzione demografica
Abitanti censiti